# Église Notre-Dame-de-Valvert
Pour les articles homonymes, voir Église Notre-Dame.
L'église Notre-Dame-de-Valvert est une église de culte catholique située dans la commune d'Allos, dans le département des Alpes-de-Haute-Provence, en France.

## Histoire
Datant de la seconde moitié du IXe siècle et du début du Xe siècle, il s'agit d'un monument classé monument historique par la liste de 1846.